# Frank Bennett (Basketballspieler)
Frank Kelsi Bennett (* 11. Februar 1982 in Pompano Beach) ist ein ehemaliger US-amerikanischer Basketballspieler.

## Werdegang
Von 2000 bis 2004 war der zwei Meter große Flügelspieler in seinem Heimatland Mitglied der Basketballhochschulmannschaft der Georgia Southern University. In 116 Spielen erzielte Bennett im Durchschnitt 12 Punkte.
Der aus Pompano Beach im US-Bundesstaat Florida stammende Bennett wechselte zum Spieljahr 2004/05 zu den Newcastle Eagles in die British Basketball League. Er gewann mit der Mannschaft den Meistertitel. 2005 wurde er von Newcastles Ligakonkurrent Scottish Rocks verpflichtet. Er erreichte mit der schottischen Mannschaft 2006 das Endspiel um die britische Meisterschaft, dort unterlag man jedoch seinem vorherigen Arbeitgeber Newcastle.
Von 2006 bis 2008 stand er beim Schweizer Nationalligisten Geneva Devils unter Vertrag. 2008 wechselte er zum deutschen Zweitligisten Cuxhaven BasCats. In 30 Spielen für die Niedersachsen erzielte der US-Amerikaner im Durchschnitt 14 Punkte. Im Frühjahr 2010 wurde Bennett vom damals in der zweiten Liga antretenden FC Bayern München verpflichtet. Er bestritt nur ein Ligaspiel für den FCB, dann zog sich der US-Amerikaner eine Knieverletzung zu und kehrte in sein Heimatland zurück. In den Vereinigten Staaten spielte Bennett 2012/13 noch für die Mannschaft Georgia Spartans in der Liga UBA.